# پتی کیک$
$ پتی کیک  یک فیلم درام به کارگردانی جرمی جاسپر است. این فیلم به عنوان اختتامیه در بخش موازی دو هفته کارگردانان هفتادمین جشنواره فیلم کن به نمایش درآمد.

## بازیگران
- دانیل مک دونالد
- مک کول لومباردی
- کتی موریارتی